# Bruno Alm (arkitekt)

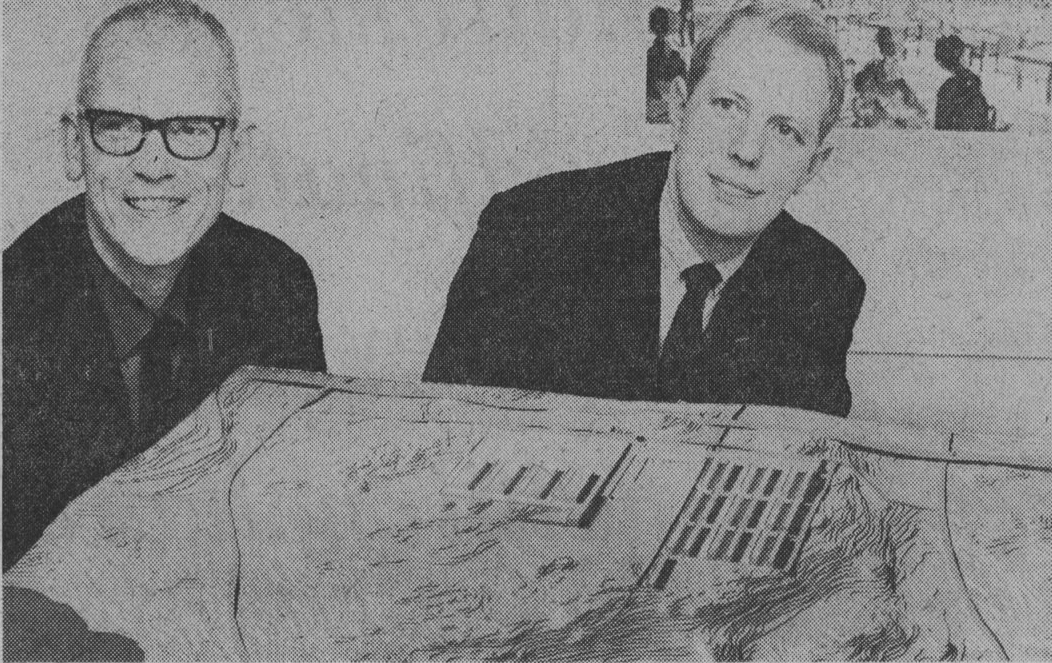
Sidney White och Bruno Alm med vinnande förslaget i arkitekttävlingen om Södertälje sjukhus 1966.

Gösta Bruno Alm, född 20 juni 1920 i Hallsberg, död 22 oktober 2014 i Göteborg, var en svensk arkitekt.
Alm utexaminerades från Chalmers tekniska högskola 1951. Han var verksam hos Per-Axel Ekholm och Sidney White från 1952 och blev delägare i Ekholm och White Arkitektkontor AB 1957. Efter att detta bolag ombildats till White Arkitekter AB 1959 var Alm verkställande direktör 1970–1978. 
Alm ritade bland annat bostadsområden i Göteborg, Örebro och Nora, centrumanläggningar, skolor, institutioner, kulturreservat, gatumiljöer, broar, begravningsplatser och sjukvårdsanläggningar i Göteborg, Varberg, Halmstad och Malmö samt utförde industriplanering. Han medverkade i utredningar för Sjukvårdens och socialvårdens planerings- och rationaliseringsinstitut (Spri), Socialstyrelsen, Byggforskningsrådet, Svenska Kommunförbundet och Nordiska vägtekniska förbundet (vägmiljö). Alm är begravd på Östra kyrkogården i Göteborg.